# Nordin Bukala
Nordin Bukala (Utrecht, 18 september 2005) is een Nederlands-Marokkaans voetballer die doorgaans als middenvelder speelt. Hij verruilde in 2024 Jong FC Utrecht voor FC Volendam.

## Clubcarrière
Bukala begon met voetballen bij UVV, waarna hij overstapte naar de jeugopleiding van FC Utrecht. Hij debuteerde op 25 augustus 2023 voor Jong FC Utrecht tegen VVV-Venlo (1-4). Hij kwam vijf minuten voor het einde van de wedstrijd in de ploeg voor Sil van der Wegen. Hij kreeg dat seizoen éénmalig een basisplaats, op 4 december 2023 tegen Telstar (0-0). Verder mocht hij 18 keer invallen, voor hij op amateurbasis aansloot bij het belofte-elftal van FC Volendam. Bukala debuteerde in het eerste van Volendam op 22 oktober 2024, tegen FC Den Bosch (3-2). Hij kwam vlak voor tijd in de ploeg voor Henk Veerman. Ook de wedstrijden erna kreeg hij speelminuten, en hij stond vanaf december 2024 steeds vaker in de basis. In januari 2026 tekende hij zijn eerste profcontract tot de zomer van 2026. Nog geen drie maanden later werd zijn contract opengebroken tot de zomer van 2028.

## Statistieken
| Seizoen | Club            | Competitie     | Competitie | Competitie | Beker | Beker | Overig | Overig | Totaal | Totaal |
| Seizoen | Club            | Competitie     | Wed.       | Dlp.       | Wed.  | Dlp.  | Wed.   | Dlp.   | Wed.   | Dlp.   |
| ------- | --------------- | -------------- | ---------- | ---------- | ----- | ----- | ------ | ------ | ------ | ------ |
| 2023/24 | Jong FC Utrecht | Eerste divisie | 19         | 0          | 0     | 0     | 0      | 0      | 19     | 0      |
| 2024/25 | FC Volendam     | Eerste divisie | 26         | 1          | 2     | 0     | 0      | 0      | 28     | 1      |
| Totaal  | Totaal          | Totaal         | 45         | 1          | 2     | 0     | 0      | 0      | 47     | 1      |

Bijgewerkt op 22 juni 2025.